# Cordillera Thanon Thong Chai

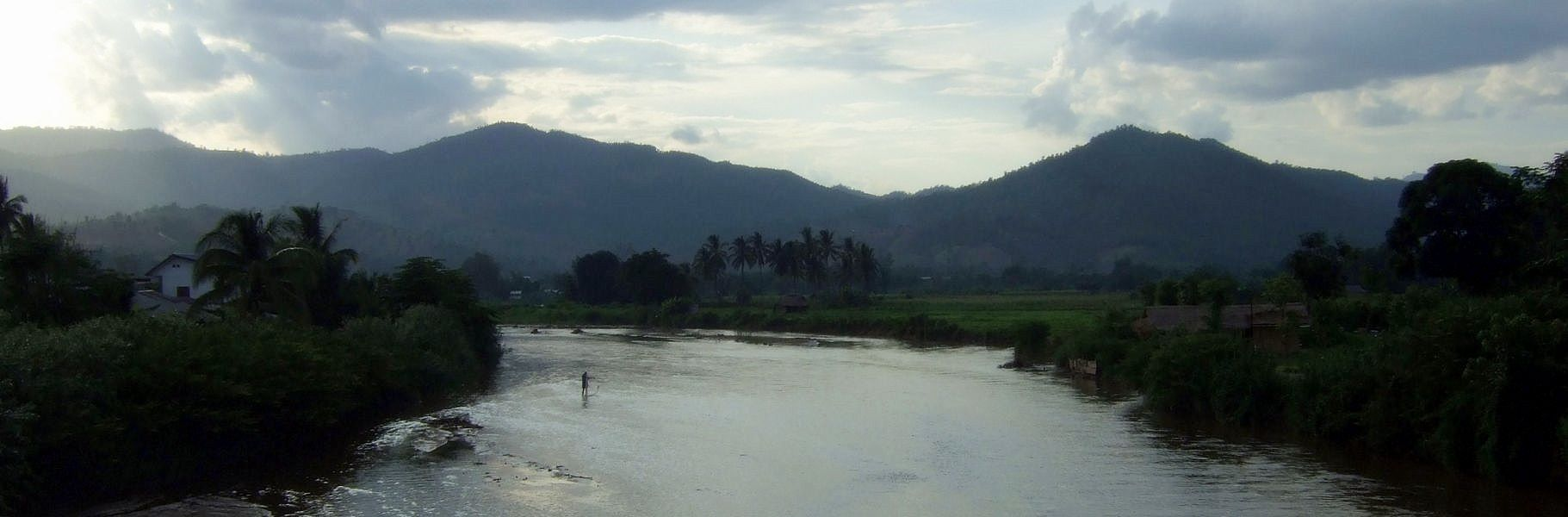
Vista de la cordillera en el distrito de Mae Chaem

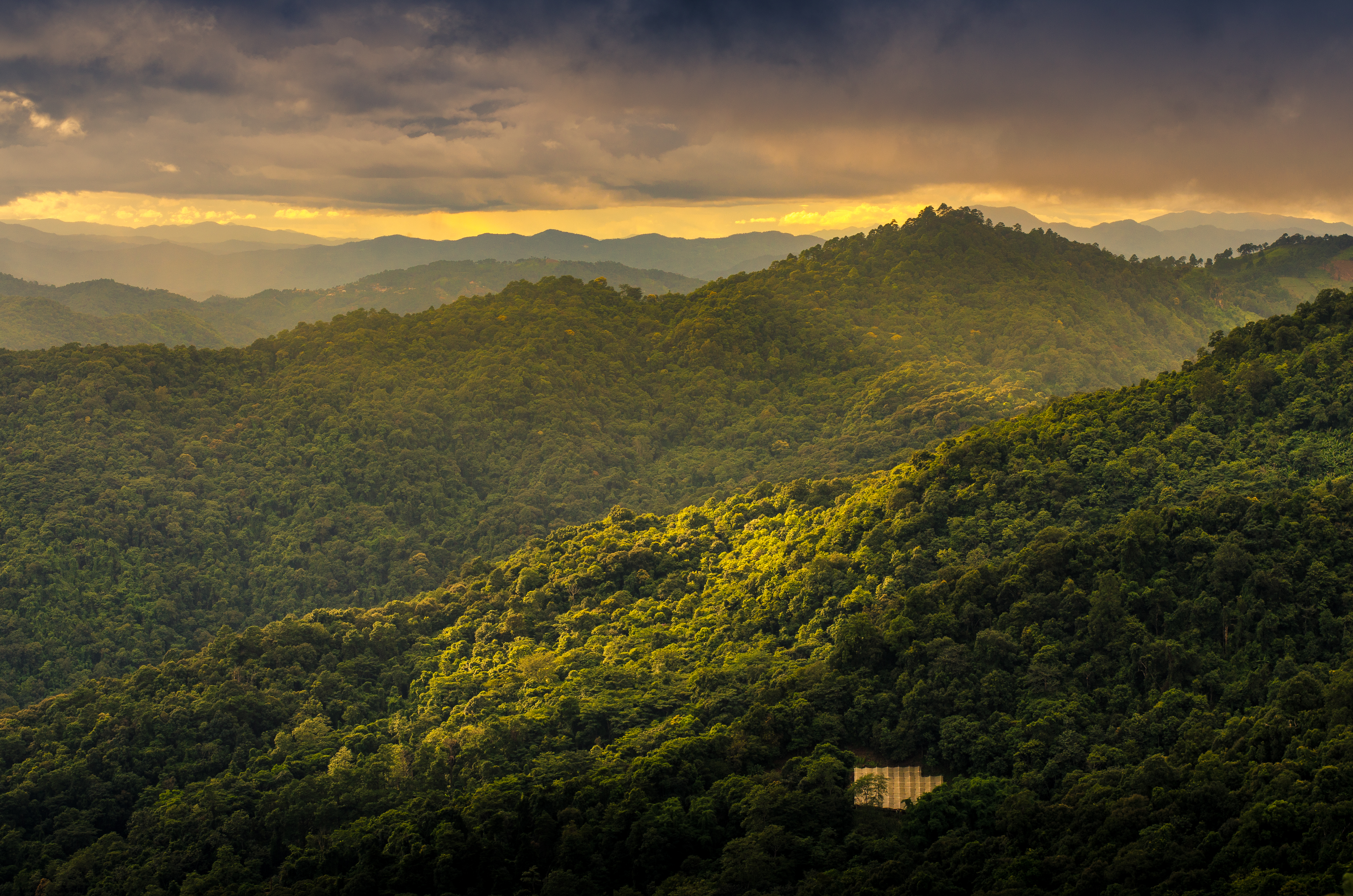
Paisaje en el parque Nacional Doi Suthep

La cordillera Thanon Thong Chai ( en tailandés: ทิวเขาถนนธงชัย, anteriormente cordillera Thanon; Birmano, Tanen Taunggyi )  es una cadena montañosa en el norte de Tailandia. Su pico más alto es el Doi Inthanon, el punto más alto de Tailandia. La mayor parte de la cadena se encuentra en la provincia de Chiang Mai, con partes en las provincias de Mae Hong Son y Lamphun.
Desde el punto de vista geológico, en la cordillera de Thanon Thong Chai, al igual que en otras subcadenas del sur de las montañas Shan, las capas de aluvión se superponen a las rocas duras. Las rocas precámbricas están presentes en esta cordillera, pero están ausentes en las cordilleras situadas más al este, como la cordillera Khun Tan

## Geografía
La cordillera Thanon Thong Chai es la prolongación más meridional de las montañas Shan y consta de dos cordilleras paralelas que se extienden hacia el sur desde los límites suroeste de la cordillera Daen Lao entre los ríos Yuam y Ping . La cordillera oriental también se conoce como cordillera Inthanon (ทิว เขา อิน ท นนท์). A menudo, la cordillera Dawna más al oeste y al sur se incluye como la parte occidental de la cordillera Thanon Thong Chai. También hay algunos geógrafos que incluyen al Thanon Thong Chai como una subcadena de la cordillera Daen Lao.
Doi Inthanon, con 2.565 metros de altura en la cordillera Inthanon, es uno de los picos más destacados del sudeste asiático. Otros picos altos de la cordillera Thanon Thong Chai son el Doi Hua Mot Luang, de 2.340 metros, el segundo pico más alto de Tailandia, el Doi Pui (1.685 metros), y el Doi Suthep, de 1.676 metros.

## Historia
Ciertas comunidades de tribus de las montañas viven en la cordillera, como los Hmong y los Karen, cuyas aldeas tribales salpican las laderas de las montañas. Algunas de estas comunidades son visitadas regularmente por grupos turísticos organizados. 
Doi Inthanon se conocía anteriormente como Doi Ang Ka y fue rebautizado en honor al rey Inthawichayanon a finales del siglo XIX.

## Ecología
La vegetación es mayoritariamente bosque caducifolio por debajo de los 1.000 m y bosques siempre verdes de colinas por encima de esta altura, pero ha habido una fuerte deforestación. Dado que una gran proporción de la cubierta forestal original ha desaparecido, son comunes las manchas de pastizales desnudos y la vegetación arbustiva mixta. Se han emprendido algunos proyectos para la restauración de la cubierta forestal en áreas ecológicamente degradadas.
Las especies animales en la cordillera Thanon Thong Chai están amenazadas por incendios forestales deliberados que los agricultores provocan estacionalmente en diferentes áreas de la cordillera. La fauna salvaje en la cordillera incluye ciervos Sambar, ciervos ladradores, serow, leopardo, goral y la rata de vientre blanco Tenasserim, así como muchas especies de aves. En la cordillera hay varios parques nacionales y santuarios de vida silvestre

### Áreas protegidas
- Parque nacional Doi Inthanon
- Parque nacional Doi Suthep-Pui
- Parque nacional de Khun Khan
- Parque nacional de Mae Ngao
- Parque nacional de Mae Ping
- Parque nacional de Mae Tho
- Parque nacional de Mae Wang
- Parque nacional de Namtok Mae Surin
- Parque nacional de Op Luang
- Parque nacional de Op Khan
- Santuario de Vida Silvestre de Chiang Dao
- Santuario de Vida Silvestre Lum Nam Pai[8]
- Santuario de vida silvestre Mae Lao-Mae Sae.[9]
- Santuario de vida silvestre de Mae Tuen
- Santuario de Vida Silvestre Om Koi[10]